# Ahn Graphics
Ahn Graphics (안그라픽스 en coréen) est une maison d’édition sud-coréenne fondée en 1985 par Ahn Sang-soo. Elle est spécialisée dans le graphisme.